# Ichneumon punctulatus
Ichneumon punctulatus är en stekelart som beskrevs av Geoffroy 1785. Ichneumon punctulatus ingår i släktet Ichneumon och familjen brokparasitsteklar. Inga underarter finns listade i Catalogue of Life.